# Blepharis laevifolia
Blepharis laevifolia är en akantusväxtart som beskrevs av K. Vollesen. Blepharis laevifolia ingår i släktet Blepharis och familjen akantusväxter. Inga underarter finns listade i Catalogue of Life.